# Carbúnculo (heráldica)

Armas de la ciudad de Louvil (Francia): "de gules, carbúnculo de oro, pometeado en abismo de sinople."

Un carbúnculo o carbunclo es una figura heráldica -más en concreto, un mueble heráldico- que se blasona y representa en forma de ocho bastoncillos dispuestos radialmente, usualmente flordelisadas o pometeados, y cargados en su centro con una piedra rubí, también denominada carbunclo.
Tiene su origen en la evolución emblemática del blocado del escudo de defensa, elemento fundamental en el mismo durante la Edad Media, y cuyas características geométricas son el fundamento de las particiones y reparticiones del campo heráldico, es decir, las divisiones del escudo que permiten la representación de distintos blasones.